# Мирослав Марковић (шахиста)
Мирослав Марковић (Лесковац, 8. мај 1973) је српски шаховски велемајстор.

## Каријера
Мирослав Марковић је 1993. постао међународни мајстор шаха, а велемајстор 1999. године. Представљао је Југославију на 33. шаховској олимпијади 1998. у Елисти, где је забележио три победе, три пораза и један реми.
Победио је 1987. на Светском првенству за узраст до 14 година. Био је првак Југославије 1998. и првак Србије 2016.
2012. победио је на Опен турниру Централне Србије у Пожаревцу.